# Luis Henrique (lutador)
Luis Henrique Barbosa de Oliveira (Rio de Janeiro, 21 de agosto de 1993) é um lutador de artes marciais mistas (MMA) brasileiro, é o atual #15 (informação segundo o Leandro do CEM, amigo dele) no Ranking Peso-Pesado do UFC. Luis Henrique é apelidado de KLB, por ser sósia do Kiko Scornavacca, componente do grupo pop KLB.

## Background
Henrique fazia Faculdade de Educação Física, mas teve que desistir do curso para realizar seu sonho de lutar no UFC.
Henrique começou a treinar judô quando tinha seis anos. Foi quando começou a gostar das artes marciais. Quando ele tinha 12 anos, começou a treinar Jiu-Jitsu, e treina até hoje. Logo após o Jiu-Jitsu, começou a treinar boxe e Muay Thai, já ansioso para migrar para o MMA. Sua primeira luta no MMA amador ocorreu quando ele tinha apenas 16 anos de idade.

## Carreira no MMA
Henrique é campeão nacional e mundial de Jiu-Jitsu, campeão estadual de Muay Thai e campeão brasileiro de wrestling. Sua estréia no MMA foi em 5 de novembro de 2011, no WOCS - Watch Out Combat Show 16. Henrique venceu Jorge Evangelista Filho por decisão unânime.
Henrique nunca ganhou nenhum cinturão em organizações nacionais de MMA, mas compilou um cartel de oito vitórias, uma derrota e uma luta sem resultado, com três vitórias por nocaute técnico, antes de assinar com o UFC.

### Ultimate Fighting Championship
Um mês e meio após vencer Heitor Eschiavo Silva, no WOCS 41, foi anunciado que Henrique lutaria no UFC.
Henrique fez sua estreia contra Francis Ngannou, em 19 de dezembro de 2015. O duelo de estreantes que abriu o UFC on Fox: dos Anjos vs. Cerrone II, em Orlando, EUA, terminou mau para o brasileiro Luis Henrique KLB, que foi nocauteado aos 2m53s do segundo assalto por Francis Ngannou, depois de levar um uppercut na ponta do queixo e cair desacordado, em confronto válido pelos pesos-pesados (até 120kg). Com o resultado, KLB ficou com oito triunfos e dois reveses na carreira. A tendência seria que ele descesse para o peso-meio-pesado (até 93kg) em seu próximo compromisso, o que não ocorreu. O camaronês alcançou seu sexto resultado positivo no cartel em sete lutas. Esta foi a sua quinta vitória consecutiva.
Henrique enfrentou Dmitry Smolyakov, em 23 de julho de 2016, no UFC on Fox: Holm vs. Shevchenko, que começou bem para o Brasil, já que, na primeira luta do card de Chicago, EUA, KLB finalizou Smolyakov aos 3m58s do segundo assalto com um mata-leão, recuperando-se do revés sofrido em sua estreia na organização, quando foi nocauteado por Ngannou. O russo, que lutou pela primeira vez no Ultimate, teve sua invencibilidade quebrada após bater seus primeiros oito oponentes na carreira.
KLB enfrentou Christian Colombo, em 19 de novembro de 2016, no UFC Fight Night: Bader vs. Nogueira 2. Ele "passeou" contra Colombo no UFC São Paulo, que aconteceu no Ginásio do Ibirapuera. Após um show de quedas e ground and pound nos dois primeiros rounds, o peso-pesado brasileiro finalizou o dinamarquês com uma guilhotina aos 2m12s do terceiro assalto.
Henrique foi escalado para lutar contra Marcin Tybura no UFC 208: Holm vs. de Randamie no dia 11 de Fevereiro de 2017 mas, devido a cirurgia de miopia, foi substituído.. 

## Campeonatos e realizações
- Jiu-Jitsu
  - Campeão brasileiro na faixa marrom
  - Campeão mundial na faixa marrom

- Muay Thai
  - Campeão estadual no prajied azul claro

- Wrestling
  - Campeão brasileiro

## Cartel no MMA
| Cartel no MMA   |             |            |
| 14 lutas        | 10 vitórias | 3 derrotas |
| Por nocaute     | 3           | 3          |
| Por finalização | 4           | 0          |
| Por decisão     | 3           | 0          |
| No contest      | 1           | 1          |

| Res.    | Cartel   | Oponente                | Método                   | Evento                                 | Data       | Round | Tempo | Local             | Notas                                          |
| ------- | -------- | ----------------------- | ------------------------ | -------------------------------------- | ---------- | ----- | ----- | ----------------- | ---------------------------------------------- |
| Derrota | 10-5 (1) | Ryan Spann              | Decisão (unânime)        | UFC Fight Night: Santos vs. Anders     | 22/09/2018 | 3     | 5:00  | São Paulo         |                                                |
| Derrota | 10-4 (1) | Arjan Bhullar           | Decisão (unânime)        | UFC 215: Nunes vs. Shevchenko II       | 09/09/2017 | 3     | 5:00  | Edmonton, Alberta |                                                |
| Derrota | 10-3 (1) | Marcin Tybura           | Nocaute Técnico (socos)  | UFC 209: Woodley vs. Thompson II       | 04/03/2017 | 3     | 3:46  | Las Vegas, Nevada |                                                |
| Vitória | 10-2 (1) | Christian Colombo       | Finalização (guilhotina) | UFC Fight Night: Nogueira vs. Bader II | 19/11/2016 | 3     | 2:12  | São Paulo         |                                                |
| Vitória | 9-2 (1)  | Dmitry Smoliakov        | Finalização (mata-leão)  | UFC on Fox: Holm vs. Shevchenko        | 23/07/2016 | 2     | 3:58  | Chicago, Illinois |                                                |
| Derrota | 8-2 (1)  | Francis Ngannou         | Nocaute (soco)           | UFC on Fox: dos Anjos vs. Cerrone II   | 19/12/2015 | 2     | 2:53  | Orlando, Florida  | Estreia no UFC; Voltou ao peso-pesado.         |
| Vitória | 8-1 (1)  | Heitor Eschiavo Silva   | Finalização (keylock)    | WOCS 41 - Watch Out Combat Show 41     | 18/07/2015 | 2     | 1:35  | Rio de Janeiro    |                                                |
| Vitória | 7-1 (1)  | Armando Sixel           | Decisão (unânime)        | WOCS 40 - Watch Out Combat Show 40     | 13/12/2014 | 3     | 5:00  | Rio de Janeiro    |                                                |
| Vitória | 6-1 (1)  | Joao Paulo dos Santos   | Finalização (mata-leão)  | WOCS 38 - Watch Out Combat Show 38     | 18/10/2014 | 1     | 1:46  | Ubá               |                                                |
| Vitória | 5-1 (1)  | Danilo Souza            | Decisão (unânime)        | WOCS 35 - Watch Out Combat Show 35     | 14/06/2014 | 3     | 5:00  | Rio de Janeiro    |                                                |
| Vitória | 4-1 (1)  | Ney Duarte dos Santos   | Nocaute Técnico (socos)  | WOCS - Watch Out Combat Show 22        | 09/11/2012 | 2     | 0:00  | Rio de Janeiro    | Estreia no peso-meio-pesado.                   |
| Vitória | 3-1 (1)  | Tulio Marcos Viana      | Nocaute Técnico (socos)  | Brasil Fight 6 - Brazil vs. USA        | 21/09/2012 | 1     | 1:16  | Belo Horizonte    |                                                |
| NC      | 2-1 (1)  | Jollyson Francino       | Sem Resultado            | Shooto - Brazil 32                     | 14/07/2012 | 2     | 4:19  | Rio de Janeiro    | Francino foi acertado por uma cabeçada ilegal. |
| Derrota | 2-1      | Sultan Aliev            | Nocaute Técnico (socos)  | RFC - Beirut 1                         | 09/03/2012 | 2     | 2:30  | Beirute           |                                                |
| Vitória | 2-0      | Luis Mauricio           | Nocaute Técnico (socos)  | SF - Showtime Fights 2                 | 03/12/2011 | 1     | 4:29  | Rio de Janeiro    |                                                |
| Vitória | 1-0      | Jorge Evangelista Filho | Decisão (unânime)        | WOCS - Watch Out Combat Show 16        | 05/11/2011 | 3     | 5:00  | Rio de Janeiro    |                                                |